# David Trimble
William David Trimble, Baron Trimble (ur. 15 października 1944 w Bangor, zm. 25 lipca 2022) – północnoirlandzki polityk, prawnik, laureat Pokojowej Nagrody Nobla.

## Życiorys
Kształcił się w Bangor i na Queen’s University w Belfaście, zdobywając zawód prawnika i wykładowcy prawa. W 1975 został wybrany do Northern Ireland Convention jako członek Vanguard Progressive Unionist Party. Po likwidacji partii przeszedł do Ulster Unionist Party, opowiadającej się za utrzymaniem związków z Wielką Brytanią, i w 1978 został jej sekretarzem, a w 1995 przewodniczącym.
Od 1990 członek brytyjskiej Izby Gmin, w 1998 współtworzył północnoirlandzkie porozumienie pokojowe, tzw. porozumienie wielkopiątkowe (Good Friday Agreement lub Belfast Agreement), nakłaniając swoją partię do zaakceptowania rozmów i przyjęcia porozumienia z katolikami. W 1998 został przewodniczącym rządu Irlandii Północnej (First Minister).
W 1998, wspólnie z Johnem Hume’em (ur. 18 stycznia 1937, zm. 3 sierpnia 2020), działaczem Socjaldemokratycznej Partii Pracy, otrzymał Pokojową Nagrodę Nobla „za ich wysiłki na rzecz znalezienia pokojowego rozwiązania konfliktu w Irlandii Północnej”.